# Nace una canción
 Nace una canción es una película musical de 1948, dirigida por Howard Hawks, protagonizada por Danny Kaye y Virginia Mayo. Fue producida por Samuel Goldwyn y liberada por RKO Cuadros Radiofónicos.
El film es un remake de la cinta de 1941 no musical Bola de Fuego con Gary Cooper y Barbara Stanwyck, 
Rodada en Technicolor,  presenta un reparto estelar de leyendas musicales, incluyendo Tommy Dorsey, Benny Goodman (con Al Hendrickson), Louis Armstrong, Lionel Hampton, y Benny Carter. Otros músicos notables presentes en el reparto incluyen a Charlie Barnet (con Harry Babasin), Mel Powell, Louis Bellson, El Cuarteto de Puerta Dorado, Russo y el Samba King, La Página Cavanaugh Trío, y Buck y Burbujas. Otros actores de la película Steve Cochran y Hugh Herbert.

## Argumento
El tímido profesor Hobart Frisbee (Danny Kaye) y sus amigos académicos, entre los que figura el profesor Magenbruch (Benny Goodman), están escribiendo una enciclopedia musical. A lo largo del proceso, descubren que existe toda una nueva música popular (el jazz, el swing, el boogie-woogie o el bebop) que desconocen. Mientras tanto, la cantante de cabaret Honey Swanson (Virginia Mayo) necesita un sitio para esconderse de la policía, que quiere interrogarla acerca de su novio el mafioso Tony Crow (Steve Cochran), así que se refugia en casa de los académicos y les enseña lo que es el jazz, dando a la película una excusa para presentar a muchos de los mejores músicos de la época. 
Finalmente, Tony pasa para recoger a su novia, pero ella y Hobart se han enamorado. Y el final, naturalmente, no es decidido por las pistolas sino por la música, su resonancia y su reverberación.

## Reparto
| Actor                     | Personaje               |
| ------------------------- | ----------------------- |
| Danny Kaye                | Profesor Hobart Frisbee |
| Virginia Mayo             | Honey Swanson           |
| Benny Goodman             | Profesor Magenbruch     |
| Tommy Dorsey              | Él mismo                |
| Louis Armstrong           | Él mismo                |
| Charlie Barnet            | Él mismo                |
| Lionel Hampton            | Él mismo                |
| Mel Powell                | Él mismo                |
| Louis Bellson             | Él mismo                |
| Buck Washington           | Buck                    |
| John William Sublett      | Bubbles                 |
| The Page Cavanaugh Trio   | Ellos mismos            |
| The Golden Gate Quartet   | Ellos mismos            |
| Russo and the Samba Kings | Ellos mismos            |
| Hugh Herbert              | Profesor Twingle        |
| Steve Cochran             | Tony Crow               |
| J. Edward Bromberg        | Dr. Elfini              |
| Felix Bressart            | Profesor Gerkikoff      |
| Ludwig Stossel            | Profesor Traumer        |
| O.Z. Whitehead            | Profesor Oddly          |
| Esther Dale               | Señorita Bragg          |
| Mary Field                | Señorita Totten         |
| Howland Chamberlin        | Sr. Setter              |
| Paul Langton              | Joe                     |
| Sidney Blackmer           | Adams                   |
| Ben Welden                | Monte                   |
| Ben Chasen                | Ben                     |
| Peter Virgo               | Louis                   |

## Música
- "Una Canción nace"
- "Papá-O"
  - Palabras y Música por Don Raye y Gen De Paul
  - Orquestación por Sonny Burke
- Dirección musical por Emil Newman y Hugo Friedhofer

## Producción
Hubo un lío sentimental: Kaye dejó a su mujer, la compositora Sylvia Fine, quien se negó a participar en la película. Kaye también se negó a cantar canciones que no fuesen de su ex, así que sencillamente no cantó nada en la película.
Hawks no puso ningún interés en la película, y sólo la hizo por el cheque de $250,000. Cuando habló de la película, dijo: «Danny Kaye se había separado de su mujer y estaba fatal, cada día interrumpía el rodaje para ir a ver a un psiquiatra. Filmar esa cosa fue una experiencia horrible».

## Liberación
Nace una canción  fue número 1# desde su estreno hasta noviembre de 1948, mientras otra película de Hawks Río Rojo, fue segunda. Aun así, Nace una canción sólo ganó $2.2 millones, mientras Río Rojo ganó $4.1 millones.  Está en la colección de Películas Clásicas Estadounidenses y ha sido liberada en vídeo VHS y DVD.